# Polina Rähimova
Polina Rähimova (azeriska: Polina Rəhimova, ukrainska: Поліна Рагімова), född Petratsko (Петрашко) 5 juni 1990 i Fergana, Uzbekiska SSR, Sovjetunionen är en azerisk volleybollspelare (vänsterspiker).
Rähimova representerar Azerbajdzjan på seniornivå samt har spelat för elitklubbar i Azerbajdjan, Korea, Japan, Turkiet, Italien, Brasilien och Vietnam.

## Klubblagskarriär
| Säsong             | Lag/Klubb                                                         | Land         |
| ------------------ | ----------------------------------------------------------------- | ------------ |
| 2005/06 - 2006/07  | Nəqliyyatçı VK                                                    | Azerbajdzjan |
| 2007/08 - 2013/14  | Azərreyl Baku                                                     | Azerbajdzjan |
| 2014/15 - 2014/15  | Suvon Hyundai Engineering & Construction Hillstate Volleybollteam | Sydkorea     |
| 2015/16 - 2016/17  | Toyota Auto Body Queenseis                                        | Japan        |
| 2017/18 - 2017/18  | Fenerbahçe Damvolleyboll                                          | Turkiet      |
| 2018/19 - 2018/19  | Èpiù Pomì Casalmaggiore                                           | Italien      |
| 2018/19 - 2018/19  | Türk Hava Yolları SK                                              | Turkiet      |
| 2019/20 - 2020/21  | Sesi Vôlei Bauru                                                  | Brasilien    |
| 2021/22 - 2021/22  | VBC Trasporti Pesanti Casalmaggiore                               | Italien      |
| 2021/22 - 2021/22  | Geleximco Thái Bình                                               | Vietnam      |
| 2022/23 - 2022/23  | Kuzeyboru                                                         | Turkiet      |
| 2022/23 - 2022/23  | Hoa Chat Duc Giang Tia Sang                                       | Vietnam      |
| 2023/24 - 2023/24  | Karayolları Spor Kulübü                                           | Turkiet      |
| 2023/24 - 2023/24  | Gresik Petrokimia                                                 | Indonesien   |
| 2023/24 - pågående | Osasco/São Cristóvão Saúde                                        | Brasilien    |